# Anatemnus cavernicola
Espèce
Synonymes
- Oratemnus cavernicola Beier, 1976

Anatemnus cavernicola est une espèce de pseudoscorpions de la famille des Atemnidae.

## Distribution
Cette espèce est endémique de Nouvelle-Galles du Sud en Australie,. Elle se rencontre dans la grotte Jump Up Cave dans les monts Gray.

## Description
La femelle holotype mesure 5 mm.

## Systématique et taxinomie
Cette espèce a été décrite sous le protonyme Oratemnus cavernicola par Beier en 1976.
Elle a été placée dans le genre Anatemnus par Alexander, Burger et Harvey en 2014.

## Publication originale
- Beier, 1976 : A cavernicolous atemnid pseudoscorpion from New South Wales. Journal of the Australian Entomological Society, vol. 15, no 3, p. 271-272 (texte intégral).